# Periploca aphylla
Periploca aphylla Decne. è una pianta della famiglia delle Apocinacee.

## Distribuzione e habitat
L'areale della specie si estende dal Medio Oriente  all'Arabia, spingendosi sino ad Afghanistan, Pakistan e India nord-occidentale.
È una delle poche specie di Periplocoideae che vivono in ambienti aridi semi-desertici.